# Персей (ракета)
Персей или CVS401 — франко-британская сверхзвуковая крылатая ракета разрабатываемая MBDA по заказу Королевского военно-морского флота Великобритании и Военно-морских сил Франции. Впервые ракета была представлена в 2011 году на Международном авиасалоне в Ле-Бурже. Разрабатывается в качестве замены противокорабельных ракет состоящих на вооружении Великобритании и Франции (Гарпун и Экзосет), а также ракеты класса «воздух-земля» Storm Shadow.

## Конструкция
Характерной особенностью ракеты является наличие двух суббоеприпасов с индивидуальным наведением.
Ракета может запускаться с широкого спектра носителей: подводных лодок, самолётов, наземных пусковых установок, в том числе с вертикальных пусковых установок Mk 41 и Sylver.

## Тактико-технические характеристики(предположительно)
- Дальность стрельбы: более 300 км
- Высота полёта: 10-15000 м
- Скорость полёта:
  - На большой высоте — более 5М
- Система управления:
  - РЛС с синтезированной апертурой
  - Лазерная полуактивная ГСН
- Стартовая масса ракеты — 800 кг
- Тип маршевого двигателя — ГПВРД
- Боевая часть: проникающая
  - Масса — 200 кг
  - 2 суббоеприпаса по 40 кг

## Потенциальные эксплуатанты
Франция
- Военно-морские силы Франции
- Военно-воздушные силы Франции

 Великобритания
- Королевский военно-морской флот Великобритании
- Королевские военно-воздушные силы Великобритании